# 小行星5317
小行星5317（英語：5317 Verolacqua）是一颗围绕太阳公转的小行星。1983年2月11日，卡罗琳·舒梅克在帕洛马山发现了此天体。
这颗小行星的绝对星等为61.47493090528598等。